# Chevak
Chevak är en ort (city) i Kusilvak Census Area i delstaten Alaska i USA. Orten hade 951 invånare, på en yta av 2,96 km² (2020).